# Rimbegla
Rimbegla ("den buckliga uträkningen") är en isländsk text som författades på 1100-talet. Den redogör utförligt för olika sätt att räkna tiden efter solens och månens gång. Den beskriver även gamla nordiska och europeiska kalendrar samt hur dessa beräknas matematiskt.
Texten innehåller även en geografisk beskrivning av Sverige.